# Hieracium lopezudiae
Hieracium lopezudiae es una especie de planta con flor del género Hieracium, de la familia Asteraceae, orden Asterales.

## Distribución
Hieracium lopezudiae se distribuye por España.

## Taxonomía
Fue descrita científicamente por Mateo.
Tratamiento taxonómico
La especie aparece registrada en una sección de la publicación Fl. Montiber.